# Eurockot Launch Services
Eurockot Launch Services GmbH es una empresa de servicios de lanzamiento de naves espaciales comerciales fundada en 1995. Eurockot utiliza un vehículo de lanzamiento desechable llamado Rockot para colocar satélites en la órbita terrestre baja (LEO). Eurockot es propiedad conjunta de ArianeGroup (Francia), que posee el 51 por ciento, y del Centro Estatal de Investigación y Producción Espacial Khrunichev (Rusia), que posee el 49 por ciento. 
Eurockot realizó su primer lanzamiento comercial en mayo de 2000.Desde 2000 hasta 2022, Eurockot lanzaba desde instalaciones especializadas en el cosmódromo de Plesetsk, en el norte de Rusia. Tras la invasión rusa de Ucrania en 2022, las sanciones económicas internacionales han puesto el acuerdo en suspenso.